# Herbert A. Zwergel
Herbert A. Zwergel (* 1943 in Unterfranken) ist ein deutscher römisch-katholischer Theologe.

## Leben
Nach dem Abitur 1964 in Offenbach am Main studierte er an der Goethe-Universität das Lehramt Grund-, Haupt- und Realschulen mit den Fächern katholische Religion, Didaktik, Mathematik und Physik und legte 1967 das erste Staatsexamen ab und im Zweitstudium Religionsphilosophie, Psychologie und Moraltheologie. Nach der Promotion 1971 zum Dr. phil. war er Verwalter einer Assistentenstelle, dann als Assistent und Dozent tätig am Fachbereich Religionswissenschaften der Abteilung Kath. Theologie der Goethe-Universität. An die Universität Kassel wurde er 1980 zum Universitätsprofessor für Religionspädagogik im Fachbereich Erziehungswissenschaft/Humanwissenschaften berufen. 2009 trat er in den Ruhestand.
Seine Arbeitsschwerpunkte sind Lehrerfortbildung: Umgang mit Kommunikationsstörungen und Aggression, Kollegiale Beratung. Er war Schriftleiter der Religionspädagogischen Beiträge und von 2004 bis 2008 Vorsitzender der wissenschaftlichen Vereinigung Arbeitsgemeinschaft Katholische Religionspädagogik und Katechetik (AKRK).

## Werke (Auswahl)
- Principium contradictionis. Die aristotelische Begründung des Prinzips vom zu vermeidenden Widerspruch und die Einheit der ersten Philosophie (= Monographien zur philosophischen Forschung. Band 101). Hain, Meisenheim am Glan 1972, ISBN 3-445-00918-X (zugleich Dissertation, Frankfurt am Main 1970/1971).
- mit Rudolf Pesch: Kontinuität in Jesus. Zugänge zu Leben, Tod und Auferstehung. Herder, Freiburg im Breisgau/Basel/Wien 1974, ISBN 3-451-16979-7.
- Religiöse Erziehung und Entwicklung der Persönlichkeit. Psychologischer Leitfaden für Religionslehrer und Praktische Theologen (= Religionspädagogik. Theorie und Praxis. Band 33). Benziger, Zürich 1976, ISBN 3-545-26121-2.
- Religion erfahren (= Praxis Pädagogik). Westermann, Braunschweig 1992, ISBN 3-14-162010-5.